# Subulicystidium brachysporum
Subulicystidium brachysporum är en svampart som först beskrevs av P.H.B. Talbot & V.C. Green, och fick sitt nu gällande namn av Jülich 1975. Subulicystidium brachysporum ingår i släktet Subulicystidium och familjen Hydnodontaceae.   Inga underarter finns listade i Catalogue of Life.